# Simo氏
simo氏（しもし）は、アダルトゲームのグラフィッカー、イラストレーター。埼玉県出身。
Innocent Grey等を経て、現在はTYPE-MOONに所属。近年では下越（しもこし）の名前を使用している。

## 主な作品リスト

### ゲーム
simo名義・simo氏名義
- 白詰草話（Littlewitch） - グラフィック
- 英才狂育（九頭龍） - グラフィック
- カルタグラ 〜ツキ狂イノ病〜（Innocent Grey） - グラフィック統括
- カルタグラ 〜魂ノ苦悩〜（Innocent Grey） - グラフィック統括
- 428 〜封鎖された渋谷で〜（セガ） - グラフィック（カナン編）

下越名義
- Fate/stay night [Realta Nua]（TYPE-MOON） - グラフィック
- 魔法使いの夜（TYPE-MOON） - グラフィック、背景レタッチ
- Fate/Grand Order - 一部キャラクターデザイン[1]

### 書籍
simo名義・simo氏名義
- Character material（TYPE-MOON） - 彩色等

### その他
simo名義・simo氏名義
- pixiv関連の幾つかの書籍 - 参加